# 平武県
平武県（へいぶ-けん）は中華人民共和国四川省綿陽市に位置する県。

## 地理
平武県は綿陽市中心から167キロ、省都の成都から290キロ離れている。 地理的位置は比較的離れており、交通はあまり便利ではない。 県は岷山、龍門山、牡丹嶺が合流する地域にあり、地震の多い地域でもある。

## 行政区画
6鎮、2郷、12民族郷を管轄する。
- 鎮:竜安鎮、古城鎮、響岩鎮、大橋鎮、水晶鎮、江油関鎮
- 郷:高村郷、壩子郷
- 民族郷:平通チャン族郷、豆叩チャン族郷、鎖江チャン族郷、土城チベット族郷、旧堡チャン族郷、闊達チベット族郷、黄羊関チベット族郷、虎牙チベット族郷、泗耳チベット族郷、白馬チベット族郷、木座チベット族郷、木皮チベット族郷

## 名所・旧跡・観光スポット
- 報恩寺 (平武県)（中国語版）

## 交通
道路
省道
- 105省道
- 205省道

## 健康・医療・衛生
- 平武県人民医院
- 平武県中医院
- 平武県高荘衛生院